# Megatron
Megatron er lederen over de onde Decepticoner i Transformers-universet, der oprindeligt opstod som en Japansk legetøjsserie lavet af firmaet Takara, men rettighederne blev senere købt af det amerikanske legetøjsfirma Hasbro.
Megatron har optrådt i stort set alle serier, historier, tegnefilm, tegneserier og bøger vedrørende Transformers-franchisen, og er en stærk karakter. Han var oprindeligt hvid eller sølvfarvet, men gennem tiderne har han haft flere "looks".
Megatron tænker ikke på sine egne mænd, men kun på sig selv. Hans mål er at regere hele universet alene. Hans stærkeste våben, er en ultimativ "fusionskanon" (fusion canon) der er monteret på hans venstre arm i Generation 1 (The Transformers: den oprindelige og første serie).
I næsten alle serier er Megatron senere blevet, enten efter at have blevet halvdræbt og fatalt såret, eller bare fordi han mangler ekstra styrke, forvandlet til en stærkere Transformer, Decepticonen Galvatron. I denne form er han endnu stærkere.